# Black Box (film)
 For alternative betydninger, se Black Box. (Se også artikler, som begynder med Black Box)
Black Box er en dokumentarfilm fra 1993 instrueret af Søren Martinsen, Lars Mathisen og Anna Bridgwater.

## Handling
Black Box er blandt andet et begreb kendt fra kybernetik og datalogi som betegnelse for et lukket system, hvis indhold man ikke kender, og som man kun kan gætte sig til ved at iagttage input og output. Begrebet behandles visuelt og kunstnerisk gennem værker fra kunstudstillingen Black Box med installationer af 27 yngre kunstnere, arrangeret af Kunst og Kulturorganisationen Globe, 1993.